# Concours Eurovision de la chanson 1997
- Pays participants
- Pays relégués ne pouvant pas participer
- Autres pays ayant participé dans le passé

Oslo 1996 Birmingham 1998
Le Concours Eurovision de la chanson 1997 fut la quarante-deuxième édition du concours. Il se déroula le samedi 3 mai 1997, à Dublin, en Irlande. Il se termina par la victoire du Royaume-Uni, avec la chanson Love Shine a Light, interprétée par le groupe Katrina and the Waves, formé de l'Américaine Katrina Leskanich et des Britanniques Kimberley Rew, Alex Cooper et Vince de la Cruz. L’Irlande, pays hôte, termina deuxième et la Turquie, troisième, son meilleur résultat jusqu’alors.
Le vote par téléphone fut introduit pour la première fois dans cinq pays (l’Allemagne, l’Autriche, le Royaume-Uni, la Suède et la Suisse).

## Organisation
L’Irlande, qui avait remporté l'édition 1996, se chargea de l’organisation de l’édition 1997. 

## Pays participants
À la suite de la controverse causée par la méthode de présélection utilisée l’année précédente, l’UER décida de réinstaurer la règle de relégation, en l’adaptant. Désormais, les pays participants seraient relégués selon la moyenne des résultats obtenus lors de leurs cinq dernières participations. Aucun pays ne pourrait être relégué plus d’une année. Enfin, l’UER rehaussa à nouveau à vingt-cinq le nombre de pays autorisés à concourir. 
Vingt-cinq pays participèrent donc à la finale du quarante-deuxième concours : le pays hôte, les cinq contributeurs les plus importants au budget de l’Union, les pays absents l’année précédente et les quatorze pays ayant obtenu les meilleurs résultats entre 1992 et 1996.
Par conséquent, cinq pays firent leur retour : l’Allemagne, le Danemark, la Hongrie, l’Italie et la Russie. Trois autres durent se retirer en raison des règles de relégation : la Belgique, la Finlande et la Slovaquie. En raison du nouveau règlement, la Lituanie, le Luxembourg, la Macédoine et la Roumanie sont également considérés comme relégués bien qu'aucun n'ait officiellement participé l'année précédente — les deux premiers n'ont pas participé du tout tandis que les deux derniers n'ont pas passé la préselection —. La Macédoine ne put donc officiellement débuter au Concours. Initialement, Israël devait revenir, mais dut s’abstenir, la date de la finale coïncidant à nouveau avec Yom Hazikaron. Ce retrait permit à la Bosnie-Herzégovine de ne pas être reléguée.

## Format

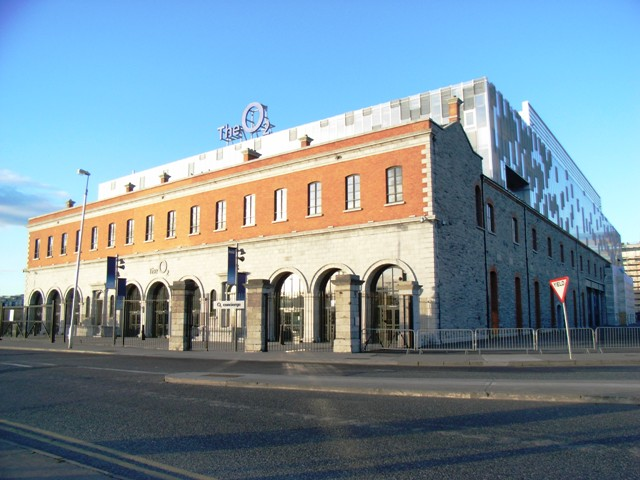
Le Point Theatre, à Dublin.

Le concours eut lieu au Point Theatre, à Dublin , pour la troisième fois en quatre ans, après 1994 et 1995.
La scène comportait un podium circulaire, décoré de motifs concentriques et pourvu de quatre contreforts triangulaires. Ce podium était surmonté d’une vaste arche, composée de multiples panneaux. L’arrière-fond était, lui aussi, fait d’un assemblage ondulant de panneaux translucides, parcourus de nervures lumineuses. Au fond de la scène, au cœur des ondulations de l’arrière-fond, était installée une réplique verticale du podium. L’ensemble du décor était incrusté de dizaines d’écran de télévision.
Le programme dura près de trois heures et dix minutes.
L'orchestre fut dirigé par Frank McNamara. Il prit place à droite de la scène.

## Présentateurs
Les présentateurs de la soirée furent Carrie Crowley et Ronan Keating. La première s’exprima en anglais, en français et en gaélique ; le second, en anglais et plus rarement en gaélique.
Ronan Keating était alors membre du groupe irlandais Boyzone. 

## Incident
Juste avant l’ouverture de la finale, l’organisation terroriste irlandaise IRA fit parvenir un message codé au Point Theatre, signalant qu’une bombe allait exploser dans le bâtiment. Les responsables de la sécurité se réunirent en urgence et malgré la menace, décidèrent de lancer le concours. Ils basèrent leur décision sur les résultats d’une inspection de sécurité, conduite durant l’après-midi avec des chiens et des détecteurs à métaux et durant laquelle rien de suspect n’avait été découvert. Il s’agissait en réalité d’un coup de bluff de l’IRA. La nouvelle fut tenue secrète toute la soirée et révélée seulement le lendemain matin.

## Ouverture
L’ouverture du concours débuta par une courte vidéo. Y apparurent Eimear Quinn, Björn Ulvaeus, Céline Dion et Morten Harket, qui tous souhaitèrent bonne chance aux participants.
La caméra montra ensuite la salle et la scène. Les présentateurs entrèrent en scène pour les introductions d’usage. Ils remercièrent notamment la télévision publique norvégienne pour avoir organisé le concours en 1996. Ils saluèrent également l’orchestre et son chef, Frank McNamara.

## Cartes postales
Les cartes postales étaient des vidéos présentant les richesses économiques, culturelles et touristiques de l’Irlande. Elles se concluaient par une présentation visuelle des artistes participants.
Dix-huit anciens participants, essentiellement des vainqueurs, apparurent ponctuellement entre les prestations. Ils se remémorèrent leur participation au concours et adressèrent leurs meilleurs vœux aux concurrents.
| Artiste              | Année(s) | Pays        | Résultat                                  |
| -------------------- | -------- | ----------- | ----------------------------------------- |
| Céline Dion          | 1988     | Suisse      | vainqueur                                 |
| Björn Ulvaeus        | 1974     | Suède       | vainqueur (comme membre d'ABBA)           |
| Benny Andersson      | 1974     | Suède       | vainqueur (comme membre d'ABBA)           |
| Johnny Logan         | 1980     | Irlande     | vainqueur                                 |
| Johnny Logan         | 1987     | Irlande     | vainqueur                                 |
| Hanne Krogh          | 1971     | Norvège     | 17e                                       |
| Hanne Krogh          | 1985     | Norvège     | vainqueur (comme membre de Bobbysocks)    |
| Hanne Krogh          | 1991     | Norvège     | 17e (comme membre de Just 4 Fun)          |
| Elisabeth Andreassen | 1982     | Suède       | 8e (comme membre de Chips)                |
| Elisabeth Andreassen | 1985     | Norvège     | vainqueur (comme membre de Bobbysocks)    |
| Elisabeth Andreassen | 1994     | Norvège     | 6e                                        |
| Elisabeth Andreassen | 1996     | Norvège     | 2e                                        |
| Eimear Quinn         | 1996     | Irlande     | vainqueur                                 |
| Cliff Richard        | 1968     | Royaume-Uni | 2e                                        |
| Cliff Richard        | 1973     | Royaume-Uni | 3e                                        |
| Linda Martin         | 1984     | Irlande     | 2e                                        |
| Linda Martin         | 1992     | Irlande     | vainqueur                                 |
| Niamh Kavanagh       | 1993     | Irlande     | vainqueur                                 |
| Paul Harrington      | 1994     | Irlande     | vainqueur                                 |
| Charlie McGettigan   | 1994     | Irlande     | vainqueur                                 |
| Mike Nolan           | 1981     | Royaume-Uni | vainqueur (comme membre de Bucks Fizz)    |
| Cheryl Baker         | 1978     | Royaume-Uni | 11e (comme membre de Co-Co)               |
| Cheryl Baker         | 1981     | Royaume-Uni | vainqueur (comme membre de Bucks Fizz)    |
| Julio Iglesias       | 1970     | Espagne     | 4e                                        |
| Sandra Kim           | 1986     | Belgique    | vainqueur                                 |
| Fionnuala Sherry     | 1995     | Norvège     | vainqueur (comme membre de Secret Garden) |
| Rolf Løvland         | 1995     | Norvège     | vainqueur (comme membre de Secret Garden) |

## Chansons
Vingt-cinq  chansons concoururent pour la victoire. 
La représentante russe, Alla Pugacheva, était une très grande star dans son pays. Elle y avait déjà vendu des millions de disques et avait rencontré autant de succès au théâtre, au cinéma et dans la mode. Alla Pugacheva arriva à Dublin, certaine de sa victoire et se comporta comme une véritable diva, à la grande surprise des autres candidats. Elle commanda notamment une limousine pour ses déplacements et se fit accompagner partout par une nuée de journalistes et de photographes. Elle termina finalement quinzième.
Les représentants britanniques, le groupe Katrina and the Waves, avait remporté un immense succès international en 1985, avec leur chanson Walking On Sunshine. En participant au concours, ils voulaient donner un nouvel élan à leur carrière. Pour sa prestation, Katrina porta une chemise verte, achetée pour deux euros en seconde main, sur un marché.
La prestation la plus remarquée de la soirée fut celle du représentant islandais, Paul Oscar. Il utilisa comme accessoire, un sofa de cuir blanc et se fit accompagner par quatre danseuses en tenue de cuir et de latex, pour une performance sexuellement explicite.
Ce fut la dernière fois avant deux décennies qu'une chanson en danois fut interprétée au concours. Le Danemark fut relégué l'année suivante et à partir de 1999, ne présenta plus que des chansons en anglais jusqu'en 2021.

## Chefs d'orchestre
| Stavros Lantsias    | Levent Çoker          | Geir Langslet    | Mojmir Sepe     | Pietro Damiani       | Dick Bakker    |
| ------------------- | --------------------- | ---------------- | --------------- | -------------------- | -------------- |
| - Chypre            | - Turquie             | - Norvège        | - Slovénie      | - Suisse             | - Pays-Bas     |
| Lucio Fabbri        | Toni Xuclà            | Krzesimir Dębski | Tarmo Leinatamm | Sinan Alimanović     | Thilo Krassman |
| - Italie            | - Espagne             | - Pologne        | - Estonie       | - Bosnie-Herzégovine | - Portugal     |
| Curt-Eric Holmquist | Anacreon Papageorgiou | Ray Agius        | Péter Wolf      | Rutger Gunnarsson    | Jan Glæsel     |
| - Suède             | - Grèce               | - Malte          | - Hongrie       | - Russie             | - Danemark     |
| Régis Dupré         | Don Airey             | Szymon Kuran     |                 |                      |                |
| - France            | - Royaume-Uni         | - Islande        |                 |                      |                |

Les délégations autrichiennes, irlandaises, allemandes et croates ne recoururent pas à l'orchestre fourni par la RTÉ.

## Entracte
Le spectacle d'entracte fut interprété par le groupe Boyzone, accompagné par une dizaine de danseurs. Le morceau, Let The Message Run Free, avait été spécialement écrit par Ronan Keating pour l’occasion.

## Green room
Durant le vote, la caméra fit de nombreux plans sur les artistes à l’écoute des résultats, dans la green room. Apparurent notamment à l'écran Debbie Scerri, Katrina and the Waves, Alla Pugacheva, Maarja-Liis Ilus, Mrs Einstein, Marc Roberts et Şebnem Paker. 

## Vote
Dans vingt pays, le vote fut décidé par un jury. Chaque jury devait attribuer 1, 2, 3, 4, 5, 6, 7, 8, 10 et 12 points à ses dix chansons préférées. Mais pour la toute première fois, dans cinq pays (l’Allemagne, l’Autriche, le Royaume-Uni, la Suède et la Suisse), le vote fut décidé par télévote. Les spectateurs purent décider par téléphone de leurs chansons préférées. Leurs votes ainsi exprimés furent ensuite agrégés, en 1, 2, 3, 4, 5, 6, 7, 8, 10 et 12 points. Chaque pays fut contacté par satellite, selon l'ordre de passage des participants. Les points furent énoncés dans l’ordre ascendant, de un à douze.
L’introduction partielle du télévote fut voulue par l’UER pour rajeunir l’image du concours et faire se rapprocher les chansons gagnantes, des standards de la musique contemporaine. Le test fut considéré comme réussi et l’année suivante, le télévote fut étendu à tous les pays participants.
Conséquence directe du télévote, avant le spectacle d’entracte, fut montré pour la toute première fois un récapitulatif des prestations.
Le superviseur délégué sur place par l'UER fut Marie-Claire Vionnet. 
Dès le vote du quatrième jury, le jury autrichien, le Royaume-Uni s’empara de la tête et mena jusqu’à la fin.

## Résultats
Ce fut la cinquième victoire du Royaume-Uni au concours. Le pays égala ainsi le nombre de victoires de la France et du Luxembourg.
D’autres records furent établis ce soir-là. Premièrement, en obtenant 227 points, le Royaume-Uni battit le record de 226 points, obtenu par l’Irlande en 1994. Ce record ne fut surpassé qu’en 2004, lorsque l’Ukraine obtint 280 points. Deuxièmement, le pays obtint à dix reprises la note maximale, surpassant le record précédent établi en 1982, par l’Allemagne, qui l’avait obtenu à neuf reprises. Ce record fut battu en 2009, par la Norvège qui l’obtint à seize reprises. Troisièmement et pour la deuxième fois dans l’histoire du concours, après Israël en 1978, le Royaume-Uni obtint la note maximale à cinq reprises consécutives. Ce record fut égalé par la Suède en 2012.
Katrina devint la première artiste d’origine américaine à remporter le concours. Le groupe finit par se séparer, deux ans après leur victoire. 
Pour la première fois depuis 1983, deux pays terminèrent derniers avec "nul point" : la Norvège et le Portugal.
| Ordre | Pays               | Artiste(s)                            | Chanson                  | Langue      | Place | Points |
| ----- | ------------------ | ------------------------------------- | ------------------------ | ----------- | ----- | ------ |
| 01    | Chypre             | Hara & Andreas Konstantinou           | Mána mou (Μάνα μου)      | Grec        | 5     | 98     |
| 02    | Turquie            | Şebnem Paker                          | Dinle                    | Turc        | 3     | 121    |
| 03    | Norvège            | Tor Endresen                          | San Francisco            | Norvégien   | 24    | 0      |
| 04    | Autriche           | Bettina Soriat                        | One Step                 | Allemand1   | 21    | 12     |
| 05    | Irlande H T        | Marc Roberts                          | Mysterious Woman         | Anglais     | 2     | 157    |
| 06    | Slovénie           | Tanja Ribič                           | Zbudi se                 | Slovène     | 10    | 60     |
| 07    | Suisse             | Barbara Berta                         | Dentro di me             | Italien     | 22    | 5      |
| 08    | Pays-Bas           | Mrs Einstein                          | Niemand heeft nog tijd   | Néerlandais | 22    | 5      |
| 09    | Italie             | Jalisse                               | Fiumi di parole          | Italien     | 4     | 114    |
| 10    | Espagne            | Marcos Llunas                         | Sin rencor               | Espagnol    | 6     | 96     |
| 11    | Allemagne          | Bianca Shomburg                       | Zeit                     | Allemand    | 18    | 22     |
| 12    | Pologne            | Anna Maria Jopek                      | Ale jestem               | Polonais    | 11    | 54     |
| 13    | Estonie            | Maarja-Liis Ilus                      | Keelatud maa             | Estonien    | 8     | 82     |
| 14    | Bosnie-Herzégovine | Alma                                  | Goodbye                  | Bosnien     | 18    | 22     |
| 15    | Portugal           | Célia Lawson                          | Antes do adeus           | Portugais   | 24    | 0      |
| 16    | Suède              | Blond                                 | Bara hon älskar mig      | Suédois     | 14    | 36     |
| 17    | Grèce              | Marianna Zorba                        | Hórepse (Χόρεψε)         | Grec        | 12    | 39     |
| 18    | Malte              | Debbie Scerri                         | Let Me Fly               | Anglais     | 9     | 66     |
| 19    | Hongrie            | V.I.P.                                | Miért kell, hogy elmenj? | Hongrois    | 12    | 39     |
| 20    | Russie             | Alla Pugacheva                        | Primadonna (Примадонна)  | Russe       | 15    | 33     |
| 21    | Danemark           | Kølig Kaj feat. Christina Juul Hansen | Stemmen i mit liv        | Danois      | 16    | 25     |
| 22    | France             | Fanny                                 | Sentiments songes        | Français    | 7     | 95     |
| 23    | Croatie            | E.N.I.                                | Probudi me               | Croate      | 17    | 24     |
| 24    | Royaume-Uni        | Katrina and the Waves                 | Love Shine a Light       | Anglais     | 1     | 227    |
| 25    | Islande            | Paul Oscar                            | Minn hinsti dans         | Islandais   | 20    | 18     |

- 1 Contient également des paroles en anglais.

## Anciens participants
| Artiste          | Pays               | Année(s) précédente(s) |
| ---------------- | ------------------ | ---------------------- |
| Alma             | Bosnie-Herzégovine | 1994                   |
| Maarja-Liis Ilus | Estonie            | 1996                   |
| Şebnem Paker     | Turquie            | 1996                   |

## Tableau des votes
| Drapeau de Chypre                                 | Drapeau de la Turquie | Drapeau de la Norvège | Drapeau de l'Autriche | Drapeau de l'Irlande | Drapeau de la Slovénie | Drapeau de la Suisse | Drapeau des Pays-Bas | Drapeau de l'Italie | Drapeau de l'Espagne | Drapeau de l'Allemagne | Drapeau de la Pologne | Drapeau de l'Estonie | Drapeau de la Bosnie-Herzégovine | Drapeau du Portugal | Drapeau de la Suède | Drapeau de la Grèce | Drapeau de Malte | Drapeau de la Hongrie | Drapeau de la Russie | Drapeau du Danemark | Drapeau de la France | Drapeau de la Croatie | Drapeau du Royaume-Uni | Drapeau de l'Islande | Total |    |     |
| Pays                                              | Chypre                |                       | –                     | 2                    | –                      | 3                    | 4                    | 4                   | 10                   | 4                      | 10                    | 5                    | –                                | 1                   | –                   | 3                   | –                | 12                    | 7                    | –                   | 1                    | 7                     | 4                      | 4                    | 5     | 12 | 98  |
| Pays                                              | Turquie               | –                     |                       | –                    | 7                      | 2                    | –                    | 6                   | 2                    | 7                      | 12                    | 12                   | –                                | 6                   | 12                  | 5                   | 6                | 7                     | 10                   | 6                   | 4                    | –                     | 6                      | –                    | 4     | 7  | 121 |
| Pays                                              | Norvège               | –                     | –                     |                      | –                      | –                    | –                    | –                   | –                    | –                      | –                     | –                    | –                                | –                   | –                   | –                   | –                | –                     | –                    | –                   | –                    | –                     | –                      | –                    | –     | –  | 0   |
| Pays                                              | Autriche              | –                     | –                     | –                    |                        | –                    | –                    | –                   | 3                    | –                      | –                     | –                    | 1                                | –                   | –                   | –                   | –                | –                     | –                    | 5                   | 3                    | –                     | –                      | –                    | –     | –  | 12  |
| Pays                                              | Irlande               | 8                     | 6                     | 3                    | 10                     |                      | 1                    | 7                   | 4                    | 10                     | 6                     | 8                    | 7                                | 8                   | 8                   | 10                  | 10               | –                     | –                    | 8                   | 5                    | 10                    | 10                     | 6                    | 12    | –  | 157 |
| Pays                                              | Slovénie              | 2                     | 10                    | –                    | –                      | –                    |                      | –                   | –                    | –                      | –                     | –                    | 2                                | 4                   | 7                   | 4                   | –                | 3                     | 5                    | –                   | 10                   | –                     | 7                      | 3                    | –     | 3  | 60  |
| Pays                                              | Suisse                | –                     | –                     | –                    | –                      | –                    | –                    |                     | –                    | 2                      | 3                     | –                    | –                                | –                   | –                   | –                   | –                | –                     | –                    | –                   | –                    | –                     | –                      | –                    | –     | –  | 5   |
| Pays                                              | Pays-Bas              | –                     | 1                     | –                    | –                      | –                    | –                    | –                   |                      | –                      | –                     | –                    | –                                | –                   | –                   | –                   | –                | –                     | 4                    | –                   | –                    | –                     | –                      | –                    | –     | –  | 5   |
| Pays                                              | Italie                | 6                     | 5                     | –                    | 1                      | 1                    | 10                   | 10                  | 7                    |                        | 8                     | 4                    | 8                                | –                   | 6                   | 12                  | 3                | 5                     | –                    | 3                   | 7                    | 4                     | –                      | 10                   | 3     | 1  | 114 |
| Pays                                              | Espagne               | 10                    | 4                     | –                    | –                      | 6                    | 5                    | 8                   | 6                    | 3                      |                       | 2                    | 4                                | –                   | –                   | 8                   | –                | 6                     | 12                   | 10                  | 8                    | 2                     | 2                      | –                    | –     | –  | 96  |
| Pays                                              | Allemagne             | –                     | –                     | –                    | 3                      | –                    | –                    | 5                   | –                    | 5                      | –                     |                      | –                                | –                   | –                   | –                   | –                | –                     | 3                    | 1                   | –                    | –                     | –                      | 5                    | –     | –  | 22  |
| Pays                                              | Pologne               | –                     | –                     | 4                    | 8                      | –                    | 7                    | –                   | 1                    | 1                      | 2                     | 6                    |                                  | 3                   | 4                   | 2                   | –                | 1                     | –                    | 7                   | –                    | 5                     | 3                      | –                    | –     | –  | 54  |
| Pays                                              | Estonie               | 1                     | –                     | –                    | 6                      | 8                    | 3                    | –                   | –                    | 12                     | 4                     | 7                    | 6                                |                     | 1                   | 1                   | 1                | –                     | –                    | 4                   | –                    | 8                     | 8                      | –                    | 10    | 2  | 82  |
| Pays                                              | Bosnie-Herz.          | –                     | 8                     | –                    | 4                      | –                    | –                    | 2                   | –                    | –                      | –                     | 3                    | –                                | –                   |                     | –                   | 4                | –                     | –                    | –                   | –                    | –                     | –                      | 1                    | –     | –  | 22  |
| Pays                                              | Portugal              | –                     | –                     | –                    | –                      | –                    | –                    | –                   | –                    | –                      | –                     | –                    | –                                | –                   | –                   |                     | –                | –                     | –                    | –                   | –                    | –                     | –                      | –                    | –     | –  | 0   |
| Pays                                              | Suède                 | –                     | –                     | 8                    | –                      | 5                    | 6                    | –                   | –                    | –                      | –                     | –                    | –                                | –                   | –                   | –                   |                  | –                     | –                    | –                   | –                    | 6                     | –                      | –                    | 7     | 4  | 36  |
| Pays                                              | Grèce                 | 12                    | –                     | 5                    | –                      | –                    | –                    | –                   | –                    | –                      | 7                     | –                    | –                                | –                   | –                   | –                   | –                |                       | 6                    | –                   | 2                    | –                     | –                      | 7                    | –     | –  | 39  |
| Pays                                              | Malte                 | 5                     | 12                    | 10                   | –                      | 7                    | –                    | –                   | –                    | 6                      | 1                     | –                    | –                                | –                   | 5                   | –                   | –                | 8                     |                      | –                   | –                    | 3                     | 1                      | 8                    | –     | –  | 66  |
| Pays                                              | Hongrie               | –                     | 3                     | –                    | –                      | 4                    | –                    | –                   | –                    | –                      | –                     | –                    | 5                                | 5                   | –                   | –                   | –                | –                     | 2                    |                     | –                    | –                     | 5                      | 2                    | 8     | 5  | 39  |
| Pays                                              | Russie                | –                     | –                     | 1                    | 5                      | –                    | 12                   | –                   | 8                    | –                      | –                     | –                    | –                                | 7                   | –                   | –                   | –                | –                     | –                    | –                   |                      | –                     | –                      | –                    | –     | –  | 33  |
| Pays                                              | Danemark              | –                     | –                     | 7                    | –                      | –                    | –                    | 1                   | –                    | –                      | –                     | –                    | –                                | –                   | –                   | –                   | 7                | 2                     | –                    | –                   | –                    |                       | –                      | –                    | 2     | 6  | 25  |
| Pays                                              | France                | 3                     | 2                     | 12                   | –                      | 10                   | 2                    | 3                   | 5                    | –                      | –                     | –                    | 12                               | 12                  | 3                   | 6                   | 2                | 4                     | –                    | 2                   | 6                    | 1                     |                        | –                    | –     | 10 | 95  |
| Pays                                              | Croatie               | 4                     | –                     | –                    | –                      | –                    | –                    | –                   | –                    | –                      | –                     | 1                    | 3                                | –                   | 2                   | –                   | 5                | –                     | 8                    | –                   | –                    | –                     | –                      |                      | 1     | –  | 24  |
| Pays                                              | Royaume-Uni           | 7                     | 7                     | 6                    | 12                     | 12                   | 8                    | 12                  | 12                   | 8                      | 5                     | 10                   | 10                               | 10                  | 10                  | 7                   | 12               | 10                    | 1                    | 12                  | 12                   | 12                    | 12                     | 12                   |       | 8  | 227 |
| Pays                                              | Islande               | –                     | –                     | –                    | 2                      | –                    | –                    | –                   | –                    | –                      | –                     | –                    | –                                | 2                   | –                   | –                   | 8                | –                     | –                    | –                   | –                    | –                     | –                      | –                    | 6     |    | 18  |
| Le tableau suit l'ordre de passage des candidats. |                       |                       |                       |                      |                        |                      |                      |                     |                      |                        |                       |                      |                                  |                     |                     |                     |                  |                       |                      |                     |                      |                       |                        |                      |       |    |     |

## Télédiffuseurs
Pays participants
| Pays               | Télédiffuseur(s)        | Commentateur(s)                   | Porte-paroles                  |
| ------------------ | ----------------------- | --------------------------------- | ------------------------------ |
| Allemagne          | Das Erste               | Peter Urban                       | Christina Mänz                 |
| Allemagne          | Deutschlandfunk         | Thomas Mohr                       | Christina Mänz                 |
| Autriche           | ORF 1                   | Ernst Grissemann                  | Adriana Zartl                  |
| Autriche           | FM4                     | Stermann & Grissemann             | Adriana Zartl                  |
| Bosnie-Herzégovine | BHT                     | Diana Grković Foretić             | Segmedina Srna                 |
| Chypre             | RIK 1                   | Evi Papamichail                   | Marios Skordis                 |
| Chypre             | CyBC Radio 2            | Pavlos Pavlou                     | Marios Skordis                 |
| Croatie            | HRT 1                   | Aleksandar Kostadinov             | Davor Meštrović                |
| Croatie            | HR 2                    | Draginja Balaš                    | Davor Meštrović                |
| Danemark           | DR1                     | Jørgen de Mylius                  | Bent Henius                    |
| Danemark           | DR P3                   | Ole Jacobsen                      | Bent Henius                    |
| Espagne            | TVE1                    | José Luis Uribarri                | Belén Fernández de Henestrosa  |
| Estonie            | Eesti Televisioon       | Jüri Pihel                        | Helene Tedre                   |
| Estonie            | Raadio 2                | Marko Reikop                      | Helene Tedre                   |
| France             | France 2                | Olivier Minne                     | Frédéric Ferrer & Marie Myriam |
| France             | France Inter            | Frédéric Taddeï                   | Frédéric Ferrer & Marie Myriam |
| Grèce              | ET1                     | Dafni Bokota                      | Niki Venega                    |
| Grèce              | ERA1                    | Giorgos Mitropoulos               | Niki Venega                    |
| Hongrie            | MTV1                    | István Vágó                       | Györgyi Albert                 |
| Irlande            | RTÉ One                 | Pat Kenny                         | Eileen Dunne                   |
| Irlande            | RTÉ Radio 1             | Larry Gogan                       | Eileen Dunne                   |
| Islande            | Sjónvarpið              | Jakob Frímann Magnússon           | Svanhildur Konráðsdóttir       |
| Italie             | Rai Uno                 | Ettore Andenna                    | Peppi Franzelin                |
| Italie             | Rai Radio 2             | Antonio De Robertis               | Peppi Franzelin                |
| Malte              | TVM                     | Gino Cauchi                       | Anna Bonanno                   |
| Norvège            | NRK1                    | Jostein Pedersen                  | Ragnhild Sælthun Fjørtoft      |
| Pays-Bas           | Nederland 2             | Willem van Beusekom               | Corry Brokken                  |
| Pays-Bas           | Radio 2                 | Hijlco Span & Daniël Dekker       | Corry Brokken                  |
| Pologne            | TVP 1                   | Jan Wilkans                       | Jan Chojnacki                  |
| Pologne            | Polskie Radio Program I | Dorota Wellman                    | Jan Chojnacki                  |
| Portugal           | RTP1                    | Carlos Ribeiro                    | Cristina Rocha                 |
| Royaume-Uni        | BBC1                    | Terry Wogan                       | Colin Berry                    |
| Royaume-Uni        | BBC Radio 2             | Ken Bruce                         | Colin Berry                    |
| Russie             | Perviy Kanal            | Philipp Kirkorov                  | Arina Charapova                |
| Russie             | La Voix de la Russie    | Vadim Dolgachev                   | Arina Charapova                |
| Slovénie           | SLO1                    | Miša Molk                         | Mojca Mavec                    |
| Suède              | SVT2                    | Jan Jingryd                       | Gösta Hanson                   |
| Suisse             | TSR                     | Pierre Grandjean                  | Sandy Altermatt                |
| Suisse             | SF DRS                  | Roman Kilchsperger & Heinz Margot | Sandy Altermatt                |
| Suisse             | TSI                     | Jonathan Tedesco                  | Sandy Altermatt                |
| Turquie            | TRT 1                   | Bülend Özveren                    | Ömer Önder                     |
| Turquie            | TRT Radyo 3             | Fatih Orbay                       | Ömer Önder                     |

Pays relégués
| Pays      | Télédiffuseur(s) | Commentateur(s)                  |
| --------- | ---------------- | -------------------------------- |
| Belgique  | RTBF1            | Jean-Pierre Hautier              |
| Belgique  | RTBF La Première | Alain Gerlache & Adrien Joveneau |
| Belgique  | BRTN TV1         | André Vermeulen                  |
| Belgique  | BRTN Radio 2     | Julien Put & Michel Follet       |
| Finlande  | YLE TV1          | Aki Sirkesalo & Olli Ahvenlahti  |
| Macédoine | MTV 1            | Dragan B. Kostik                 |
| Slovaquie | STV2             | Juraj Čurný                      |